# Jacques Pierre Brissot
Jacques Pierre Brissot, zvaný de Warville (14. ledna 1754, Chartres – 31. října 1793, Paříž) byl francouzský revolucionář vůdce girondistů během Velké Francouzské revoluce.

## Biografie
Narodil se jako syn hostinského a dostalo se mu širokého právního vzdělání. Pracovat začal v kanceláři prokurátora v Paříži. Tehdy vznikla jeho první odborná díla: Theorie des lois criminelles (1781) a Bibliothèque des lois criminelles (10 svazků, 1782–1786), týkající se teorie právní vědy a jsou dokladem toho, jak úzce Brissot srostl s etikou Rousseaua. První dílo bylo věnováno Voltairovi a bylo starým filosofem příznivě přijato.

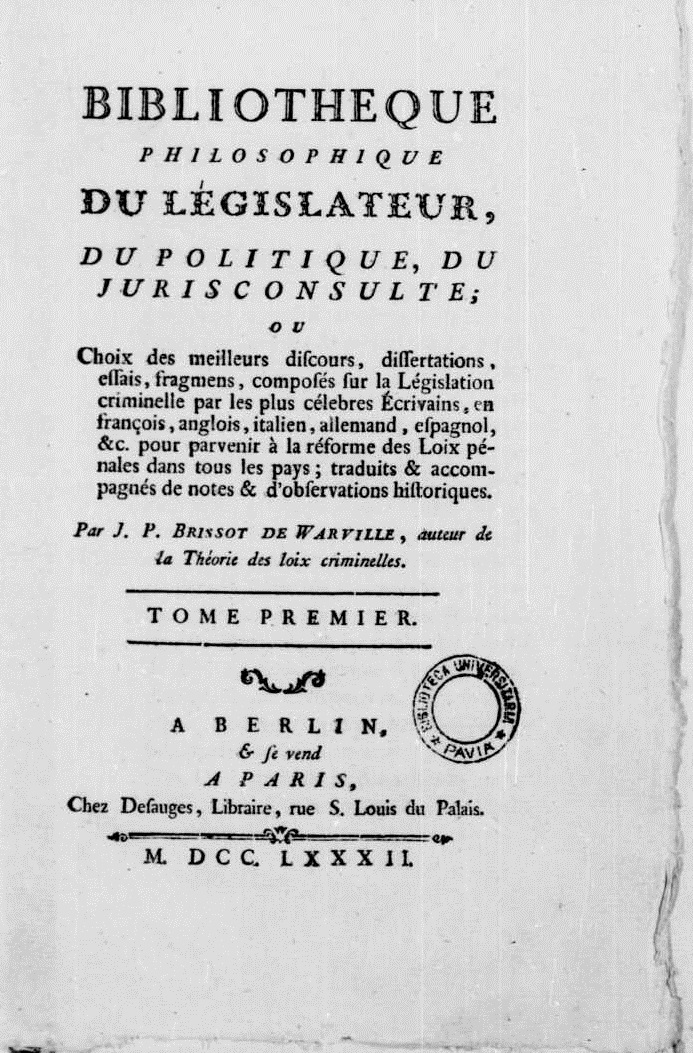
Bibliothèque philosophique du Législateur, du Politique, du Jurisconsulte, 1782

Brissot byl znám jako plodný novinář a byl spolupracovníkem četných redakcí (Mercure, Courrier de l’Europe aj.). Ve jménu služby lidstvu plánoval zasedání evropských učenců a v Londýně začal vydávat v kontextu tohoto plánu časopis Journal du Lycée de Londres. Plán byl neúspěšný a brzy po svém návratu byl Brissot uvězněn v Bastille s nařčením z uveřejnění protistátních spisů. Za čtyři měsíce byl propuštěn, věnoval se dále psaní pamfletů a brzy musel na delší dobu emigrovat do Londýna.
Při svém druhém pobytu v Londýně se seznámil s předními abolicionisty a později založil v Paříži Société des amis des noirs (Společnost přátel černochů), které byl předsedou v letech 1790–1791. Roku 1791 uveřejnil třísvazkové dílo Voyage dans les États-Unis de l’Amérique septentrionale (Cesta do Spojených států Severoamerických). Od prvopočátku srdcem i duší podpořil revoluci. Od roku 1789 do 1793 vydával Patriote français a jako informovaný a schopný člověk širokého rozhledu převzal i přední roli v politice.
Po dobytí Bastily mu byly symbolicky předány klíče od pevnosti. Známým se stal svými projevy v Klubu jakobínů a byl zvolen členem městského zastupitelstva Paříže a poté i poslancem Ústavodárného shromáždění, později Národního konventu. Jeho zkušenosti mu umožnily během Ústavodárného shromáždění zabývat se zahraničními záležitostmi a v této době vedl zahraniční politiku Francie.
Vypovězení války císaři 20. dubna 1792 a Anglii 1. července 1792 jsou z velké části jeho dílem. Byl to opět Brissot, kdo dal válce její revoluční charakter stálou cílenou propagandou. Stal se hlavou revoluční strany girondistů, kterým se též říkalo brissotinci – značně zjednodušeno: bojovali za demokratickou společnost při odmítání zbytečného násilí a krveprolévání. Pierre Vergniaud byl jistě lepším řečníkem, ale Brissot byl muž širokého rozhledu, špičkově vzdělaný a nevyčerpatelně aktivní. V rozhodujících chvílích však zůstal váhavý a nenalezl způsob boje proti převažujícím tendencím radikalizace revoluce. Jeho strana byla poražena Horou a na vedoucí činitele girondistů byl 2. června 1793 vydán zatykač. Brissot se pokusil utéci v přestrojení, ale v Moulins byl zatčen. Během procesu bylo jeho vystupování nesmírně důstojné a klidné. Zemřel se svými druhy girondisty na popravišti 31. října 1793.